# Plessix-Balisson
Plessix-Balisson (tiếng Breton: Ar Genkiz-Yuzhael) là một xã của tỉnh Côtes-d'Armor, thuộc vùng Bretagne, tây bắc Pháp.